# Paul Verschuren
Paul Verschuren (ur. 26 marca 1925 w Bredzie, zm. 19 lutego 2000 w Helsinkach) – holenderski duchowny katolicki, sercanin, biskup helsiński w latach 1967-1998.

## Życiorys
Urodził się 26 marca 1925 w Bredzie. Po otrzymaniu świadectwa dojrzałości wstąpił do Zgromadzenia Najświętszego Serca Jezusowego w 1943. Jednocześnie rozpoczął studia teologiczne i filozoficzne, które ukończył w 1951 roku licencjatem z teologii. 19 marca 1950 otrzymał święcenia kapłańskie. Kontynuował naukę w Rzymie, uzyskując stopień doktora prawa kanonicznego. Następnie pracował jako docent w seminarium duchownym swojego instytutu zakonnego. 
21 kwietnia 1964 papież Paweł VI mianował go biskupem tytularnym Aquae Sirenses i koadiutorem biskupa helsińskiego Willema Cobbena. Sakrę biskupią otrzymał 16 sierpnia 1964. Jako biskup uczestniczył w pracach Soboru Watykańskiego II.
Rządy w diecezji objął 29 czerwca 1967. Jednocześnie został przewodniczącym Konferencji Episkopatu Skandynawii. W latach 1967–1972 był członkiem watykańskiej Kongregacji ds. Ewangelizacji Narodów. 
Po rozwoju u niego białaczki poprosił papieża Jana Pawła II o zdjęcie z urzędu, co nastąpiło 18 września 1998. 
Zmarł 19 lutego 2000 po ciężkiej chorobie. Został pochowany w katolickiej części cmentarza w Turku.